# ごきぶりホイホイ

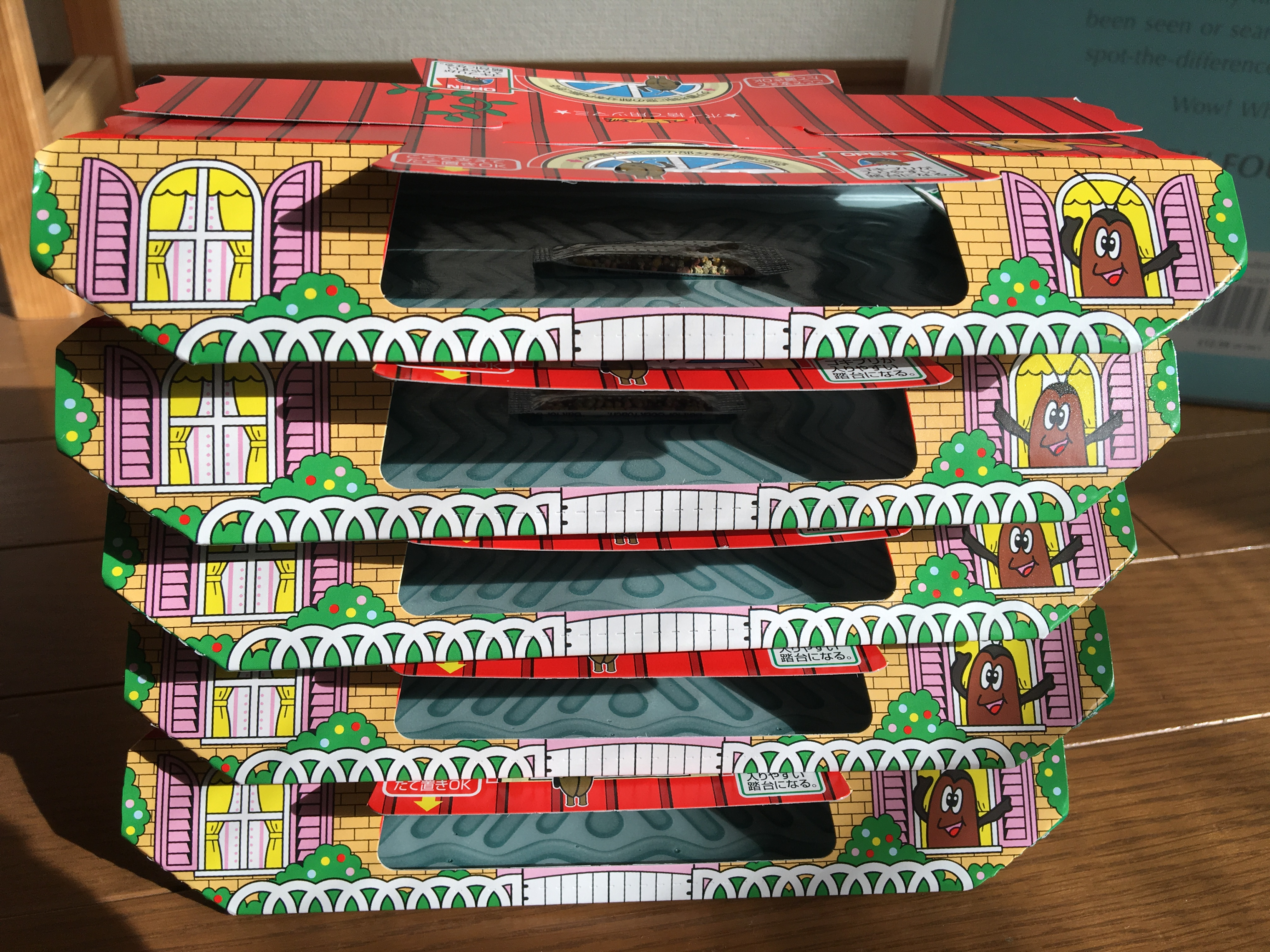

ごきぶりホイホイは、アース製薬が製造販売しているゴキブリの駆除用品。商品名の「ごきぶり」は平仮名である。
本製品は、家を模した紙製の捕獲機の内部に誘引剤をセットしてゴキブリを誘導する仕組みとなっている。
また、入り口の部分に傾斜をつけることでゴキブリの触覚に粘着剤が当たらないようにしている。

## 概略
- 1973年 - 販売開始。
- 1978年 - チューブ塗布式に加え、他社製と同様にシートタイプを発売[3]。
- 1994年 - ゴキブリの足の油分・水分を拭き取り捕獲性能を向上させた「足ふきマット」モデルが登場。
- 1996年 - キッチンの食材を再現した4種類の強力誘引剤を採用。
- 1998年 - 粘着性能を向上させた「デコボコ粘着シート」を採用。
- 1998年 - 姉妹品「ちびっこホイホイ」発売。
- 2003年 - ごきぶりホイホイの発売30周年記念として「復刻版ごきぶりホイホイ」発売。
- 2012年 - 姉妹品「ちびっこホイホイ」の後継商品として、見える場所においても目立たず、キッチンになじむグレーのハウスと冷蔵庫の横や込み合った棚の中などのより狭い隙間に隠して使えるスリムサイズの「ごきぶりホイホイ ミニ」を発売。
- 2015年 - 企画品として、レギュラー品同等の捕獲力はそのままに、ピンク・紺・青・緑・オレンジのおしゃれなカラフルカラーの「ごきぶりホイホイselect」を数量限定で発売。
- 2023年 - 企画品として、レギュラー品同等の捕獲力はそのままに、スペシャルデザインの「ごきぶりホイホイ　城下町」を発売。

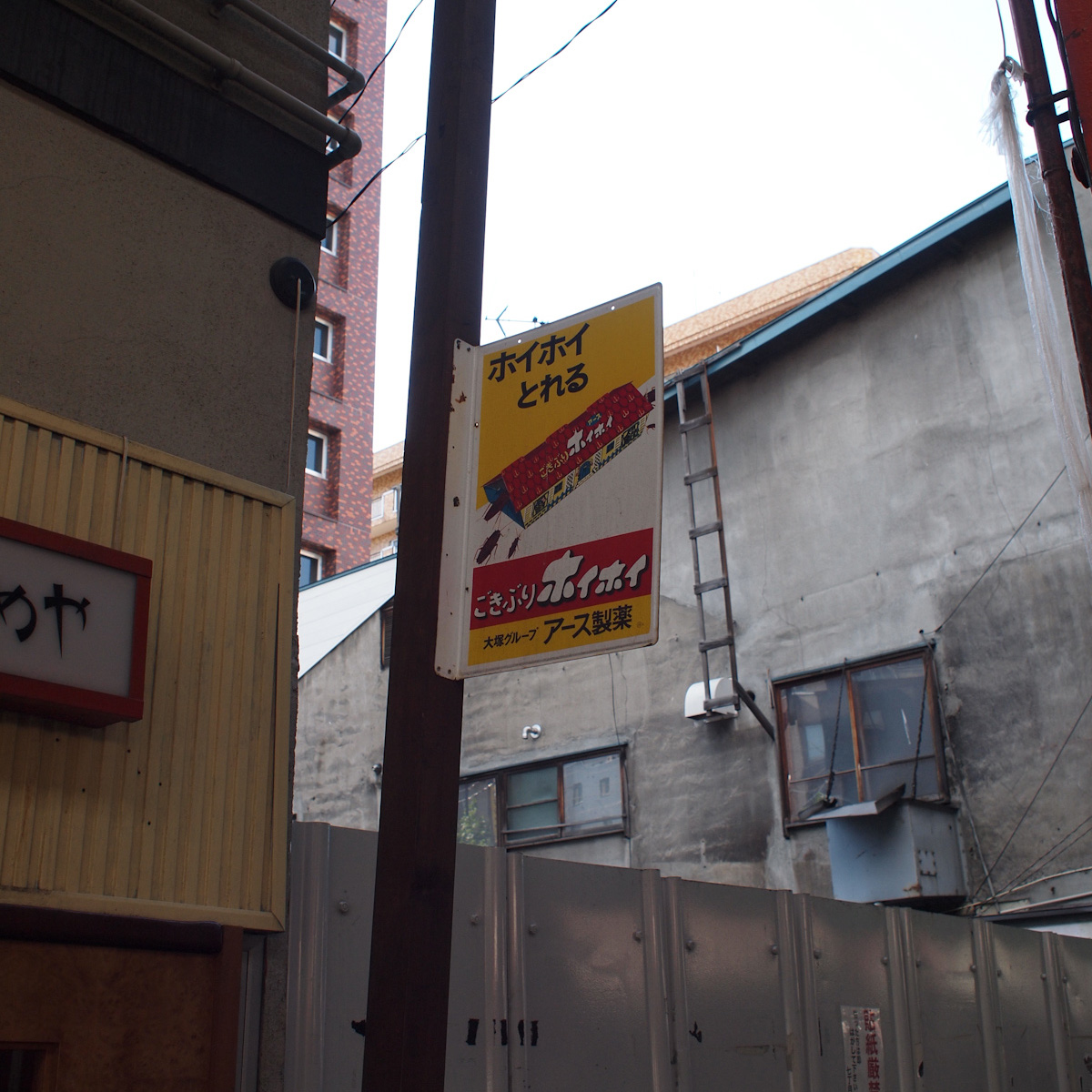
看板

## 開発の歴史
大塚製薬による買収
1970年、会社更生法を適用されたアース製薬を大塚製薬が買収した。大塚製薬の社長であった大塚正士（当時）の実弟・大塚正富が、大塚グループ入りしたアース製薬の社長となって経営再建に当たることになった。
当時のゴキブリ駆除器は、ゴキブリが入ることはできても出ることはできない形状のプラスチック製の容器に餌を入れ、ゴキブリを生きたまま捕獲するもので、粘着式トラップではないため、捕獲された大量のゴキブリが容器内部を動きまわる姿がグロテスクであり、しかも捕獲容器を再利用するため、消費者は「捕獲したゴキブリを殺す」という不快な手間を強いられていた。大塚製薬傘下に入ったアースで除虫菊の研究をしていた西村昭が、ゴキブリの生態の研究をスタートさせる。1971年4月、西村はゴキブリの「誘引剤」（コードナンバーAF6）の開発に成功する。
ネズミ捕りからのアイデア
1971年9月、西村は、アメリカの家庭用品雑誌の『ワンダーラットボード』という粘着式のネズミ捕りの広告を見つけ、粘着剤で捕獲することで、「ゴキブリを見ないで捨てる」ことが可能になると思いつく。1972年3月、西村をチームリーダーにした社内プロジェクトが本格的に動き出す。プロジェクトメンバーには開発部長でアース製薬創業者の孫でもある木村碩志（のちに常務）もいた。当時のアース製薬は粘着剤の技術が低かったため、粘着シートではなくチューブ入りの粘着剤を採用する。ゴキブリの習性を研究し、壁に密着させるために断面を五角形にしたり、入り口を登り坂にすることでゴキブリの触角が粘着剤を感知するのを防ぎながら後ずさり出来なくするなどの工夫を施した。1972年5月、試作品が完成し、社内公募によって製品名も「ゴキブラー」に決まった。
大塚社長によるストップ
ところが、大塚製薬の社長・大塚正士から、「非常に面白い商品だ。ただ、今市場に出すとすぐに類似品が出回る。1年待って、その間にもっと練り上げなさい」との指示が出る。西村は約1年間を費やして、さらに細部を改良して他社の捕獲器との比較テストなどを繰り返した。そして、正士が「“ゴキブラー”はおどろおどろしい」との理由から、もっと親しみやすい「ごきぶりホイホイ」という商品名を考案し、パッケージデザインをアースの正富社長自身が筆をとって描き、ようやく製品が完成する。
ごきぶりホイホイ発売
1973年、アース製薬は満を持して、世界初の粘着式のゴキブリ駆除製品の「ごきぶりホイホイ」を市場に投入する。テレビCMには、アース製の蚊取り線香「アース渦巻」も担当した由美かおるを起用した。これまでのゴキブリ駆除器と比べて圧倒的な捕獲力で、大ヒット商品となる。生産が追いつかず、スーパーの担当者が問屋を通さずに坂越工場（兵庫県赤穂市）まで直接トラックで現金を持って仕入れに来るほどの事態となった。
製品価格は、当初は250円の予定だったが、正士社長の「原価が安くても消費者にとって価値のある商品だから450円にしなさい」との指示が出ていた。収益率が高い「ごきぶりホイホイ」の大ヒットにより、アース製薬は、倒産（会社更生）から3年あまりで再建に成功するとともに、害虫駆除メーカーとして不動の地位を確立した。
その後
その後、他社から類似製品が発売されたが、アース製薬は、殺虫・防虫業界のシェア48%のトップメーカーとなっている。「ホイホイ」の名を持つ派生商品としては、「ネズミホイホイ」「コバエがホイホイ」「バラの虫ホイホイ」がある。類似商品の内、白元が製造販売していた「ワイパアゴキブリゾロゾロ」は、白元から事業を譲受したアース製薬の子会社である白元アースへは承継されず、現在はアース製薬グループにおけるゴキブリ駆除用品は「ごきぶりホイホイ」へ集約されることになった。また、2015年ごろにはコスト削減の観点から中国での生産も検討されたが、工場の建設費用や技術的な都合から実現しなかった。

## 安全性
ゴキブリ誘引材は香料であり、殺虫剤の成分を含んでいないことから、食品を扱う商店や、薬剤の使用に敏感な子供がいる家庭にも広く普及した。
一方でハムスターなどの小動物が誤って捕獲されてしまうという問題もあり、漫画『ハムスターの研究レポート』でもこの様子が描写されている。ヤモリやクモ類など、人家に住み着くゴキブリの天敵についても同様である。

## CM

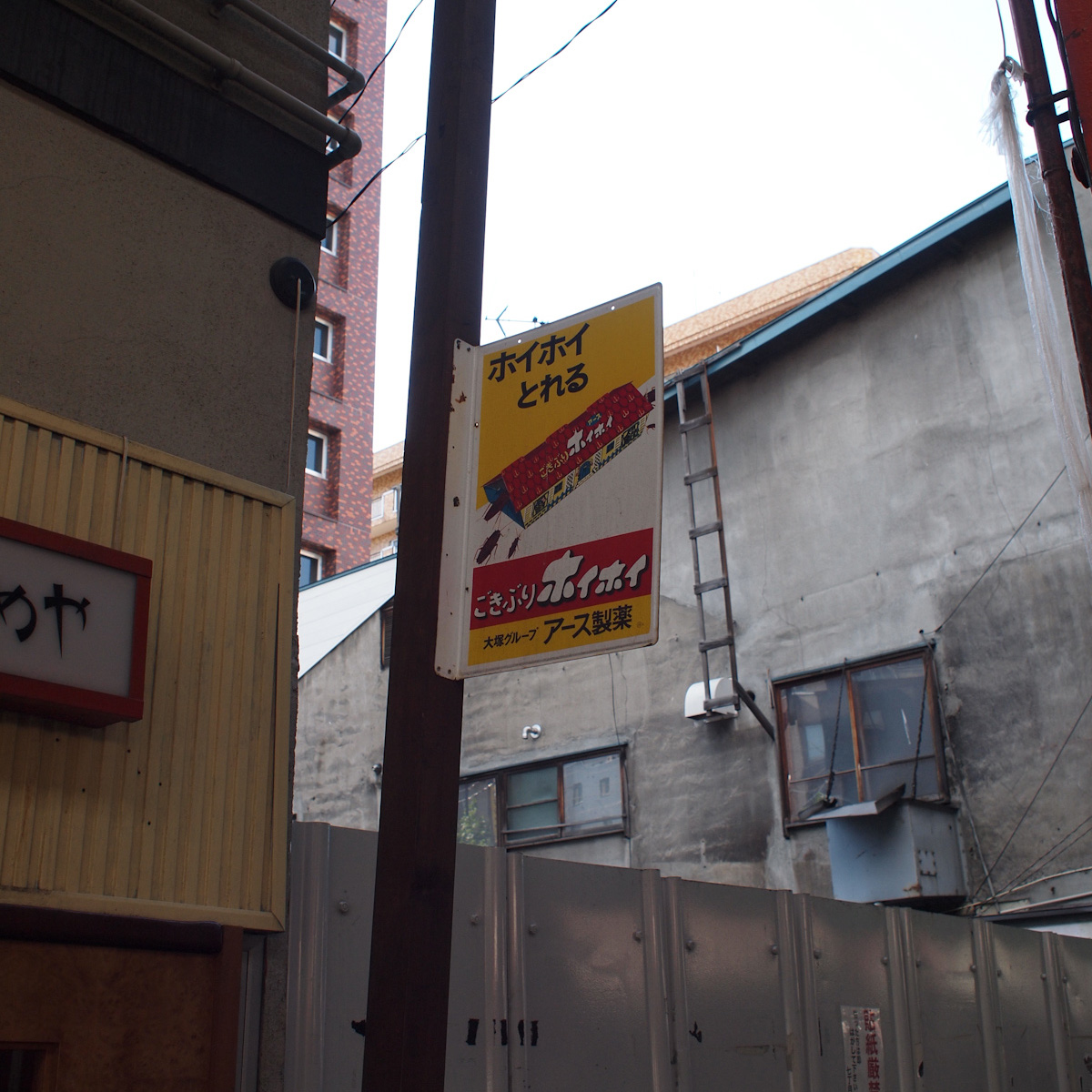
狸小路7丁目（北海道札幌市）に残るごきぶりホイホイのホーロー看板（2009年10月の写真）

発売当時のCMタレントは、蚊取線香のCMに登場していた縁で、由美かおるが起用された。
- 森光子
- ガッツ石松（由美と共演）
- 石立鉄男
- 秋川リサ
- 荒井注
- コント山口君と竹田君
- 芳本美代子
- せんだみつお（ちびっこホイホイ）
- 志村けん
- 笑福亭鶴瓶[注 5]
- 滝口順平（声の出演、ゴキブリの父親役[注 6]）
- 伊藤英明 （じょうじラボ）